# Pilaria alboposticata
Pilaria alboposticata är en tvåvingeart som beskrevs av Alexander 1931. Pilaria alboposticata ingår i släktet Pilaria och familjen småharkrankar. Inga underarter finns listade i Catalogue of Life.